# Ragnar Sundquist

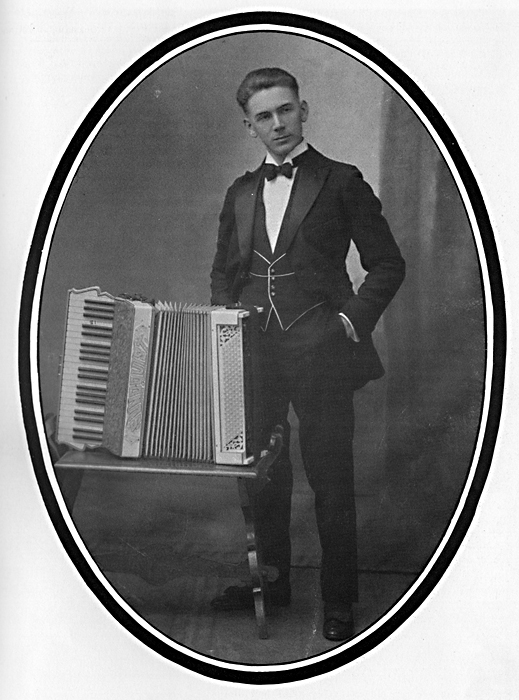
Ragnar Sundquist i USA på 1920-talet

Klas Ludvig Ragnar "Ragge" Sundkvist, född 7 maj 1892 i Katarina församling i Stockholm, död 10 november 1951 i Maria Magdalena församling, Stockholm, var en svensk dragspelare och kompositör.

## Biografi
Sundquist föddes på Söder i Stockholm 1892. Han började, liksom sina två bröder, att spela mycket tidigt på de minidragspel som var vanliga kring sekelskiftet. Den första läraren var en gammal dragspelare som kallades Kalle Skinka och Sundquist har tillägnat honom en vals med namnet Kalle Skinkas Vals.
Sundquist hörde till Sveriges populäraste dragspelare under första halvan av 1900-talet. Han turnerade i USA vid tre tillfällen, 1912–13, 1916–20 och 1923–26, och turnerade genom svenskbygderna.  Han medverkade i radioprogram från slutet av 1920-talet och ett tiotal år framåt, där han ofta framträdde tillsammans med dragspelaren Sven Hylén. Signaturmelodin i radio var låten Raggiana.
Han gjorde mer än 400 skivinspelningar för omkring 40 olika skivmärken och hade även ett kortlivat eget skivmärke, Sundquist, cirka 1920–21. Diskografin omfattar bl.a. 92 skivsidor inspelade 1910–1915 tillsammans med brodern Oscar, 58 soloinspelningar 1911–50 och 68 skivsidor inspelade tillsammans med Sven Hylén 1928–1944. Därtill kommer ytterligare 184 skivsidor med andra medverkande såsom Erik Frank och Lasse Benny. Sundquists två mest kända melodier är förmodligen "Lekande Steg" och "Bågskytten".
Ragnar Sundquist lanserade den s.k. bälgskakningseffekten i Sverige. Normalt spelade han på treradigt knappdragspel i norsk läggning, men behärskade också till fulländning en-, två-, tre- och fyrradiga durspel, knappspel i svensk läggning och pianodragspel. Redan 1913 spelade han även accordeon (dragspel med melodibas). Han är en banbrytare inom svensk dragspelsmusik genom att han införde det italiensk-amerikanska spelsättet och lanserade den store amerikanske dragspelaren Pietro Frosinis musik. Han lärde personligen känna Frosini under sina år i USA.
År 1926 startade han en musikaffär och ett förlag. Rörelsen utvecklade sig i mitten av 1930-talet till en dragspelsfabrik där fram till 1947 tillverkades dragspel av det egna varumärket Raggie Special. Det fanns i flera utföranden och efterfrågas än i dag. 
Sundquist avled 1951 och ligger begravd på Skogskyrkogården i Stockholm. Sveriges Dragspelares Riksförbund startade en insamling som resulterade i en gravvård i början av 1970-talet.
En av Sundquists tidiga elever var Gunnar Lundgren.

## Kuriosa
Sundquist hade biljett bokad på Titanics jungfruresa 1912, men hans mor övertalade honom att ta en senare båt.

## Diskografi - LP och CD

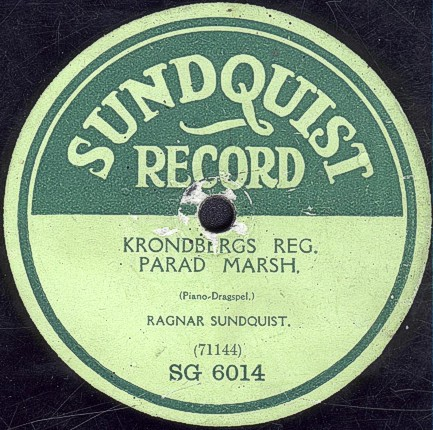
Ragnar Sundquists egna skivmärke

- Ragnar Sundquist och Sven Hylén. LP. Koster KLPS 117. 1981.
- Ragnar Sundquist & Sven Hylén. Utg. av Statens ljud- och bildarkiv. CD. Albophone ACD 02117. 2002.